# Ямайский воронкоух
Ямайский воронкоух (лат. Chilonatalus micropus) — вид млекопитающих семейства воронкоухих, обитающий в Центральной Америке.
Длина тела от 80 до 89 мм, длина хвоста от 44 до 48 мм.
Страны распространения: Колумбия (остров Провиденсия), Куба, Доминиканская республика, Гаити, Ямайка . Живёт колониями в пещерах. Питается насекомыми.
Угрозами являются горнодобывающая промышленность и туризм.